# Stictochironomus maculipennis
Stictochironomus maculipennis is een muggensoort uit de familie van de dansmuggen (Chironomidae). De soort komt in een groot deel van Europa voor. De wetenschappelijke naam is voor het eerst geldig gepubliceerd in 1818 door de Duitse entomoloog Johann Wilhelm Meigen.